# Wojciech Mikołaj Woroniecki
Wojciech Mikołaj Korybut Woroniecki herbu własnego (zm. 11 stycznia 1748 w Dziembowie – kasztelan czernihowski w latach 1742–1747, chorąży wołyński w latach 1724–1742, starosta średzki w 1717 roku.
Był posłem na sejm 1729 roku z województwa wołyńskiego.